# LC-18
LC-18 (англ. Launch Complex 18, буквально «Стартовый комплекс-18») — пусковая площадка на космодроме Канаверал, использовавшаяся в конце 1950-х — начале 1960-х годов. Площадка LC-18A была построена ВМС США для осуществления запусков по программе «Авангард», а площадка LC-18B — ВВС США для испытаний БРСД «Тор».
Со стартового комплекса запускались ракеты «Викинг», «Авангард», «Тор» и «Скаут».

## Запуски
| Дата           | Ракета-носитель | Полезная нагрузка (тип) | Космодром / Стартовый комплекс | SCD/COSPAR | Результат |
| -------------- | --------------- | ----------------------- | ------------------------------ | ---------- | --------- |
| 06.12 16:44:35 | Авангард TV-3   | Авангард TV3            | Канаверал LC-18A               |            | Авария.   |
| 05.02 07:33    | Авангард TV-3BU | Авангард TV3BU          | Канаверал LC-18A               |            | Авария.   |